# روبن توماس (ممثل تلفزيوني)
روبن توماس (بالإنجليزية: Robin Thomas)‏ (و. 1949  م) هو ممثل تلفزي، وممثل أفلام، وممثل مسرحي، ونحات أمريكي، ولد في بيتسفيلد.

## التعليم
تعلم في جامعة كارنيغي ميلون
.

## وصلات خارجية
- روبن توماس على موقع IMDb (الإنجليزية)
- روبن توماس على موقع ألو سيني (الفرنسية)
- روبن توماس على موقع أول موفي (الإنجليزية)
- روبن توماس على موقع قاعدة بيانات الأفلام السويدية (السويدية)
- روبن توماس على موقع إن إن دي بي (الإنجليزية)
- روبن توماس على موقع قاعدة بيانات الفيلم (الإنجليزية)
- روبن توماس على موقع كينوبويسك (الروسية)